# Litohrady
Litohrady (německy Lüttenburg) je malá vesnice, část okresního města Rychnov nad Kněžnou. Nachází se asi 3,5 km na severozápad od Rychnova nad Kněžnou. V roce 2013 zde bylo evidováno 35 adres. V roce 2011 zde trvale žilo 71 obyvatel.
Litohrady je také název katastrálního území o rozloze 2,51 km2.

## Historie

### První písemná zmínka
První písemná zmínka o existenci Litohrad pochází z roku 1323, která se nachází v listině Mikuláše z Potštejna, kde je podepsán jako svědek Petr a Lucek z Litohradu.

### Zpráva o skutečné existenci Litohrad
Zpráva o skutečné existenci vsi Litohrady je z roku 1495, kdy ji jako část skuhrovského panství koupil od litického panství Jindřicha Minsterberského Vilém z Pernštejna.

## Pamětihodnosti
- Kaple svatého Václava

## Osobnosti
- Karel Vašátko (1882–1919) – hrdina bitvy u Zborova. Na jeho rodném domě lze nalézt pamětní desku.

## Galerie

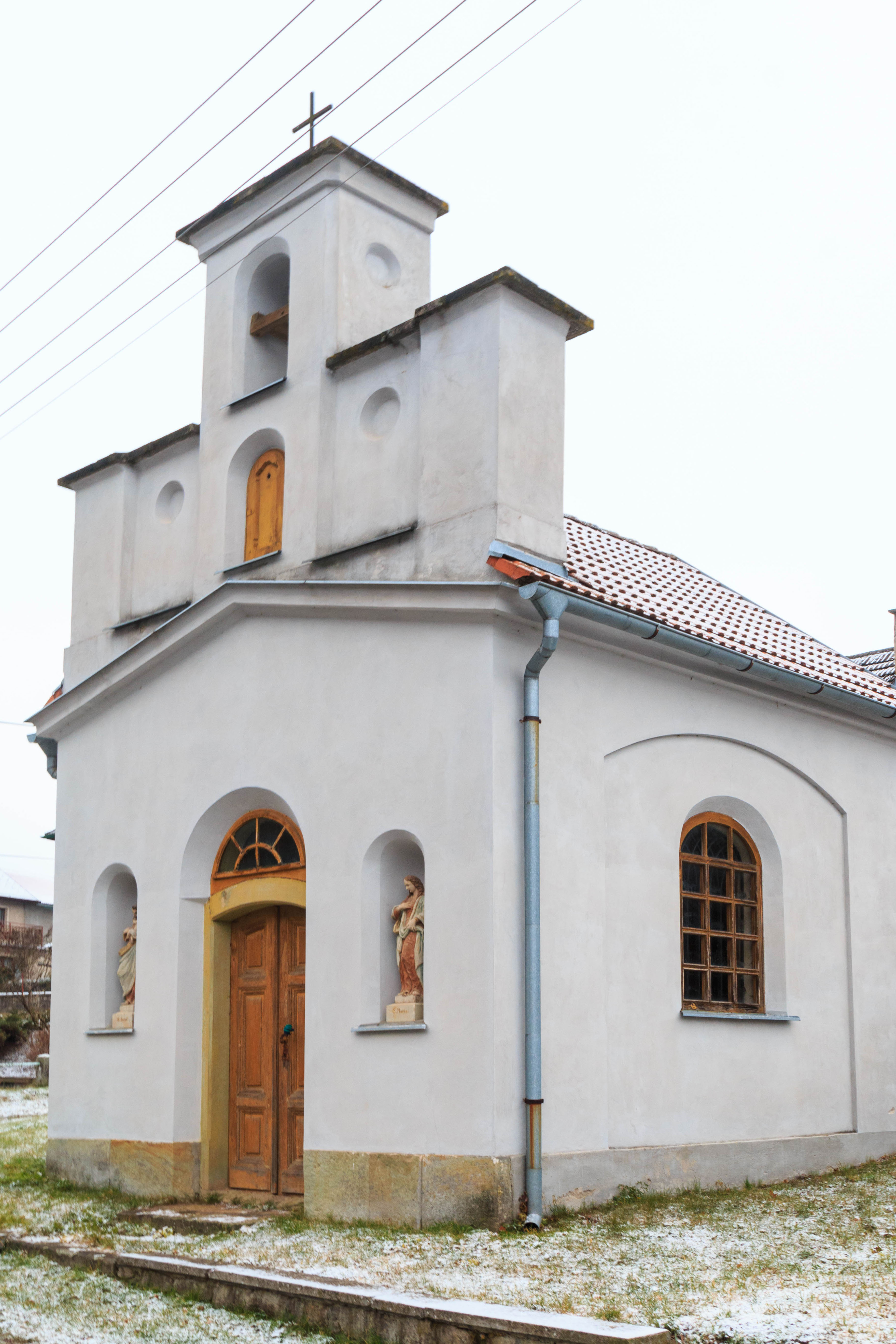
Litohrady - kaple
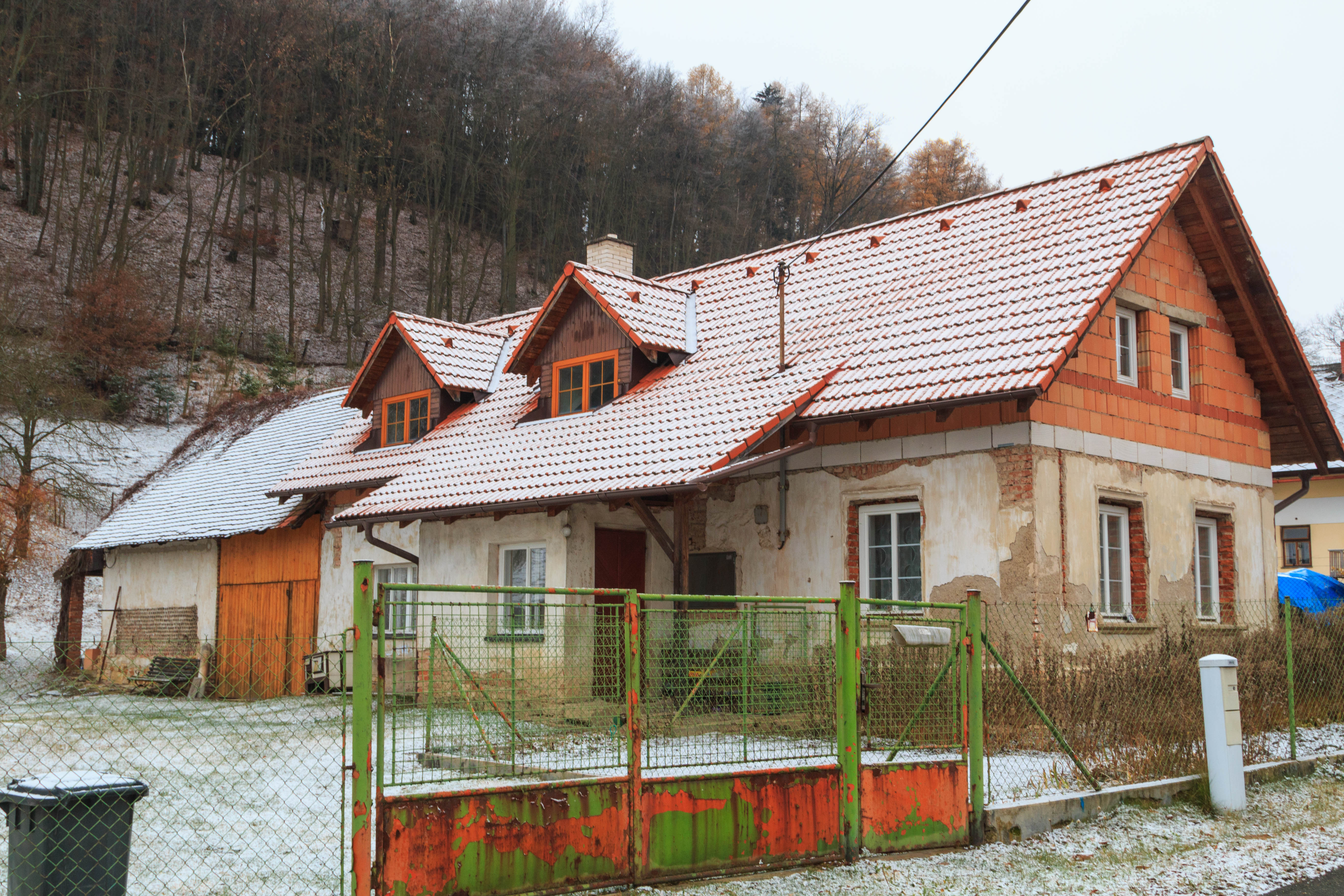
Litohrady - čp. 25
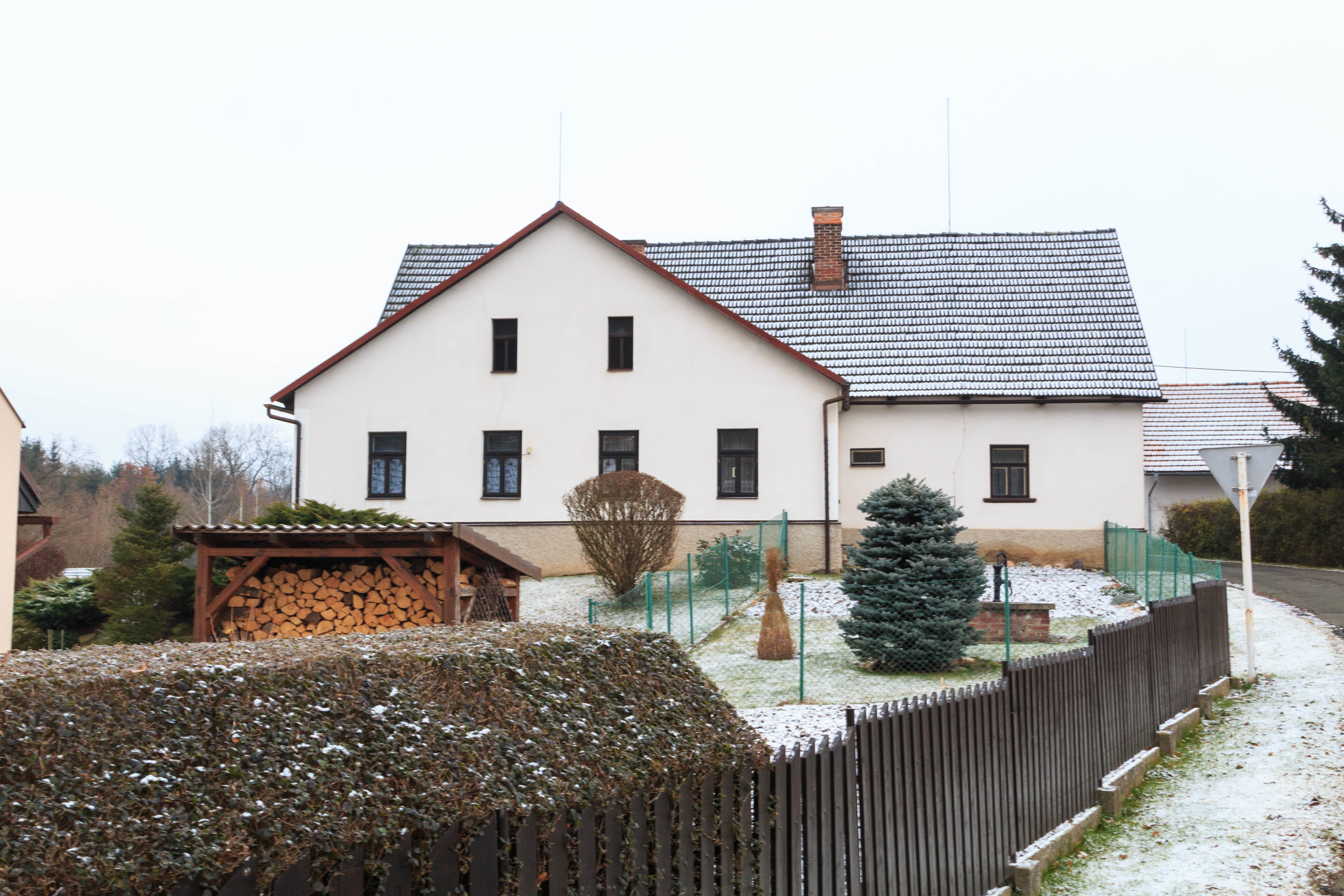
Litohrady - čp. 11
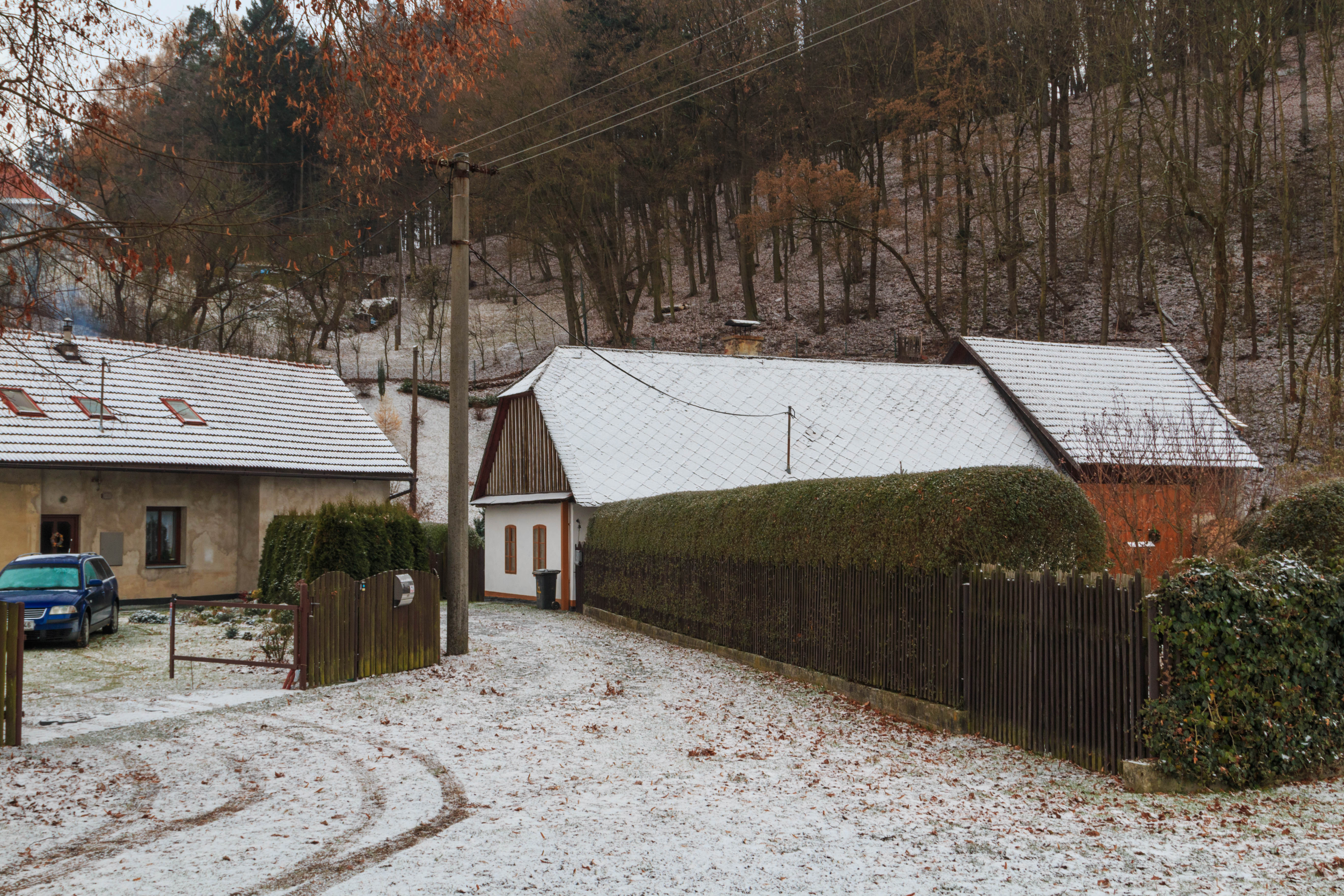
Litohrady - čp. 4